# Sommerschafweide Aggenhauser Weiler und Bühl
Die Sommerschafweide Aggenhauser Weiler und Bühl ist ein vom Landratsamt Tuttlingen am 11. Januar 1944 durch Verordnung ausgewiesenes Landschaftsschutzgebiet auf dem Gebiet der Gemeinde Mahlstetten.

## Lage
Das Landschaftsschutzgebiet Sommerschafweide Aggenhauser Weiler und Bühl liegt westlich des Ortes Mahlstetten oberhalb des Ursentals. Es gehört zum Naturraum Hohe Schwabenalb.
Das Gebiet befindet sich in der geologischen Einheit des Oberjura und wird von Ost nach West von den drei Formationen Liegende Bankkalke, Unterer Massenkalk und Untere Felsenkkalke aufgebaut.

## Landschaftscharakter
Das Gebiet wird von zwei lückig bewaldeten Kuppen geprägt. Die Offenlandflächen, die die Waldinseln umgeben, sind von Feldhecken strukturierte magere Flachlandmähwiesen. Im Westen schließt das bewaldete und tief eingeschnittene Ursental an, welches den Bräunisberg vom Dürbheimer Berg trennt. Landschaftsprägend sind hier offene Felsformationen, wie der Bernhardstein.

## Zusammenhängende Schutzgebiete
Das Landschaftsschutzgebiet liegt im FFH-Gebiet Großer Heuberg und Donautal, im Vogelschutzgebiet Südwestalb und Oberes Donautal und im Naturpark Obere Donau. Eine Fichte am Bühl ist als Naturdenkmal ausgewiesen.